# Christer Engelhardt
Christer Nils-Olof Engelhardt, född 23 oktober 1969 i Visby, är en svensk politiker (socialdemokrat). Han var ordinarie riksdagsledamot 2002–2015, invald för Gotlands läns valkrets.
I riksdagen var Engelhardt ledamot i socialutskottet 2002–2014 och näringsutskottet 2014–2015. Han var suppleant i försvarsutskottet, justitieutskottet, trafikutskottet, utbildningsutskottet och sammansatta justitie- och socialutskottet, samt deputerad i sammansatta justitie- och socialutskottet. Engelhardt var även revisorssuppleant i Systembolaget AB 2014–2015.
Engelhardt avsade sig sitt uppdrag som riksdagsledamot i december 2014 och till ny ordinarie riksdagsledamot från och med 1 februari 2015 utsågs Hanna Westerén.
Han vigdes till diakon i Svenska kyrkan 21 augusti 1994 i Visby domkyrka. Han har tidigare varit diakon i Visby domkyrkoförsamling, men 1 mars 2015 tillträdde Engelhardt tjänsten som stiftsdirektor vid stiftskansliet i Visby stift.[källa behövs]